# Karl Pagel (Historiker)
Karl Friedrich Wilhelm Bernhard Pagel (* 11. Juni 1898 in Leviner Werder, heute Ortsteil von Dargun; † 25. November 1974 in Berlin) war ein deutscher Historiker, Schriftsteller und Verleger.

## Leben

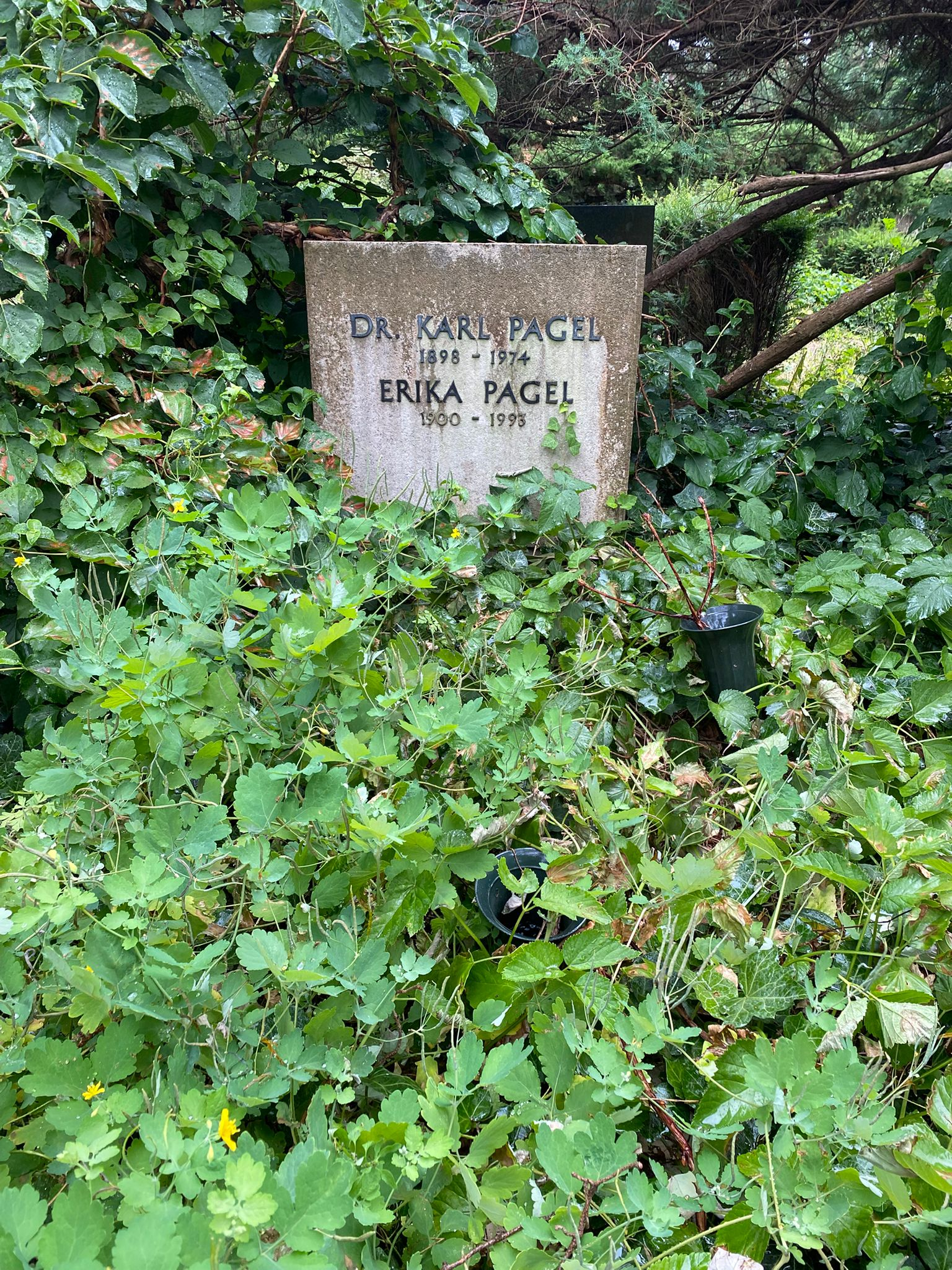
Grabstätte auf dem Waldfriedhof Dahlem

Karl Pagel leistete nach dem Besuch des Realgymnasiums zunächst Kriegsdienst im Ersten Weltkrieg, wobei er schwer verwundet wurde. 1917 begann er ein Studium der Geschichte und Germanistik an der Universität Rostock. Weitere Studienorte waren Freiburg und Heidelberg. Ab Oktober 1920 wieder in Rostock, schloss er hier das Studium 1922 mit der Promotion ab. Zwischen 1924 und 1946 arbeitete er in verschiedenen Verlagen und war dadurch mit vielen Schriftstellern der Zeit bekannt, darunter Jochen Klepper, dessen unvollendet gebliebenes Werk Die Flucht der Katharina von Bora er 1951 herausgab. Ab 1946 begann er eine Tätigkeit im Bezirksamt Berlin-Zehlendorf, wo er ab 1947 das Amt für Volksbildung leitete. 1950 wechselte er in die Bundesverwaltung und arbeitete im Ministerium für gesamtdeutsche Fragen sowie im Bundesministerium für Vertriebene, Flüchtlinge und Kriegsgeschädigte im Referat für kulturelle Fragen.
Pagel war seit 1934 verheiratet und hatte keine Kinder. Seine letzte Ruhestätte erhielt er auf dem Waldfriedhof Dahlem (Feld 009-273).

## Werke
- Mecklenburg und die deutsche Frage 1866–1870/71, 1922.
- Deutsches Volkstum im Zeitalter der Aufklärung, 1925.
- Feldmarschall Blücher, 1926.
- Deutsche Geschichte in Bildern, 1928.
- Die Feme des deutschen Mittelalters, 1935.
- Friedrich. Menschenweg eines Königs in Selbstzeugnissen und zeitgenössischen Berichten, 1936.
- Die Hanse, 1941 (zahlreiche Neuauflagen bis 1983).
- Deutsche Heimat im Osten, 1951
- Die Ostdeutschen in der Berliner Bevölkerung, 1960.
- Mecklenburg. Biographie eines deutschen Landes, 1969.